# Guizygiella guangxiensis
Guizygiella guangxiensis là một loài nhện trong họ Tetragnathidae.
Loài này thuộc chi Guizygiella. Guizygiella guangxiensis được miêu tả năm 1993 bởi Zhu & Zhang.